# Crymocetus
Crymocetus es un género extinto de plesiosaurios del Cretácico, encontrados en Chalk Group en Sussex, Inglaterra. Desde su descubrimiento y descripción rara vez ha sido examinado por autores posteriores, excepto cuando se menciona en discusiones sobre plesiosaurios del Cretácico.

## Taxonomía
Crymocetus fue descrito originalmente como una nueva especie del género Plesiosaurus como Plesiosaurus bernardi por el paleontólogo británico Sir Richard Owen en 1850. La especie tipo consistía en una gran vértebra cervical posterior encontrada en depósitos del Cretácico en Sussex, Inglaterra. Sin embargo, el paleontólogo estadounidense Edward Drinker Cope decidió que P. bernardi debía tener su propio género aparte al que llamó Crymocetus.
A pesar de la decisión de Cope, casi todos los autores tendieron a ignorar el nombre genérico de Cope. Crymocetus fue considerado una especie de Cimoliasaurus por Richard Lydekker, con Plesiosaurus ichthyospondylus y tentativamente Plesiosaurus balticus como sinónimos. Los autores posteriores consideraron que Crymocetus era un pliosaurio o un romaleosáurido. En cualquier caso, Crymocetus necesita un nuevo estudio junto con otros plesiosaurios del Cretácico en el Reino Unido.